# Vyšný Tvarožec

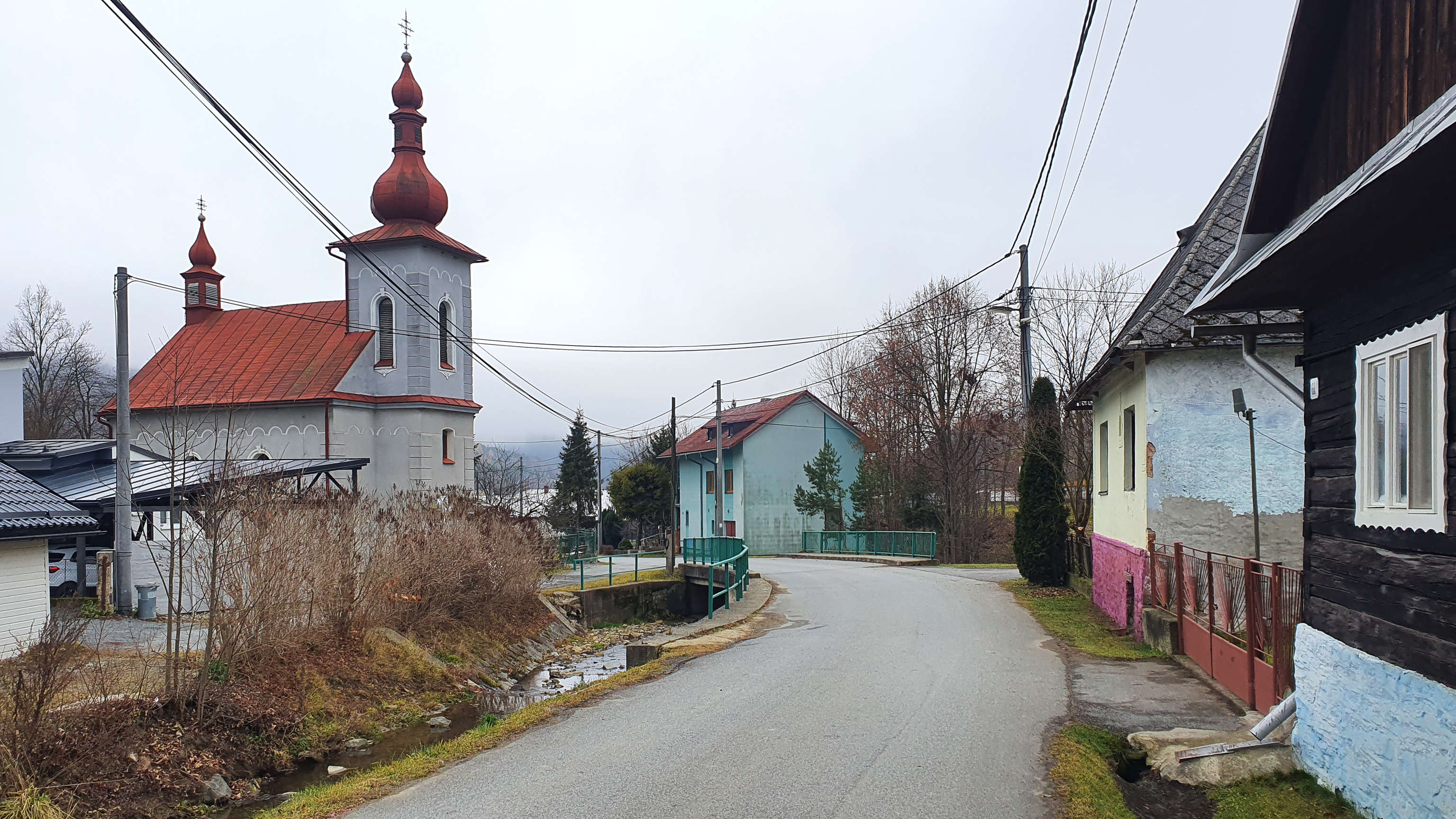
Vyšný Tvarožec (2021)

Vyšný Tvarožec, russinisch Вишнiй Тварожецъ/Wyschnij Twaroschez (bis 1927 slowakisch „Vyšné Tvarožce“; ungarisch Felsőtaróc – bis 1907 Felsőtvaroszc) ist eine Gemeinde im Osten der Slowakei mit 122 Einwohnern (Stand 31. Dezember 2024). Sie gehört zum Okres Bardejov, einem Kreis des Prešovský kraj, und wird zur traditionellen Landschaft Šariš gezählt.

## Geographie
Die Gemeinde befindet sich im nordwestlichen Teil der Niederen Beskiden, noch genauer im Bergland Ondavská vrchovina und am Fuße des westlich gelegenen Gebirges Busov, im oberen Tal des Baches Sveržovka im Einzugsgebiet der Topľa, nahe der Staatsgrenze zu Polen. Das Ortszentrum liegt auf einer Höhe von 492 m n.m. und ist 18 Kilometer von Bardejov entfernt.
Nachbargemeinden sind Uście Gorlickie (Ortschaft Blechnarka, PL) im Norden, Stebník im Osten, Nižný Tvarožec im Süden und Westen und Cigeľka im Nordwesten.

## Geschichte
Vyšný Tvarožec entstand im späten 14. Jahrhundert nach deutschem Recht und wurde zum ersten Mal 1414 als Thurospathaka schriftlich erwähnt, weitere historische Bezeichnungen sind unter anderen Felsewthwarocz (1492),  Felsö Tuaroscza (1618) und Wisna Twaroscza (1773). Zur Zeit der Ersterwähnung war das Dorf Teil der Herrschaft von Makovica. 1427 war keine Steuer fällig.
1787 hatte die Ortschaft 27 Häuser und 152 Einwohner, 1828 zählte man 32 Häuser und 244 Einwohner, die als Kürschner, Schafhalter und Waldarbeiter beschäftigt waren. im späten 19. Jahrhundert besaß die Familie Erdődy die Ortsgüter.
Bis 1918 gehörte der im Komitat Sáros liegende Ort zum Königreich Ungarn und kam danach zur Tschechoslowakei beziehungsweise heute Slowakei. Nach dem Zweiten Weltkrieg wurde die örtliche Einheitliche landwirtschaftliche Genossenschaft (Abk. JRD) im Jahr 1957 gegründet, ein Teil pendelte zur Arbeit in Industriebetriebe in Bardejov und Košice.

## Bevölkerung
| Jahr                | 1994 | 2004    | 2014    | 2024 |
| ------------------- | ---- | ------- | ------- | ---- |
| Anzahl der Personen | 133  | 135     | 122     | 122  |
| Unterschied         |      | +1,50 % | −9,62 % | +0 % |

| Jahr                | 2023 | 2024    |
| ------------------- | ---- | ------- |
| Anzahl der Personen | 124  | 122     |
| Unterschied         |      | −1,61 % |

Nach der Volkszählung 2011 wohnten in Vyšný Tvarožec 117 Einwohner, davon 57 Russinen und 55 Slowaken. Fünf Einwohner machten keine Angabe zur Ethnie.
102 Einwohner bekannten sich zur griechisch-katholischen Kirche, acht Einwohner zur orthodoxen Kirche, zwei Einwohner zur römisch-katholischen Kirche und Einwohner zur Evangelischen Kirche A. B. Ein Einwohner war konfessionslos und bei drei Einwohnern wurde die Konfession nicht ermittelt.

## Bauwerke
- griechisch-katholisch Cosmas-und-Damian-Kirche aus dem Jahr 1903[6]

## Verkehr
Nach Vyšný Tvarožec führt nur die Straße 3. Ordnung 3486 als Abzweig der Straße 3. Ordnung 3485 von Tarnov (Anschluss an die Straße 1. Ordnung 77) heraus.